# Trescore Cremasco

Gemeindeverwaltung von Trescore Cremasco

Trescore Cremasco ist eine norditalienische Gemeinde (comune) mit 2854 Einwohnern (Stand 31. Dezember 2023) in der Provinz Cremona in der Lombardei. Die Gemeinde liegt etwa 42 Kilometer nordwestlich von Cremona und etwa sechs Kilometer nordwestlich von Crema. 